# P.S. I Luv You
P.S. I Luv You är en amerikansk deckarserie som ursprungligen sändes på CBS åren 1991-1992. I huvudrollerna ses Connie Sellecca och Greg Evigan. Seriens titel kommer sig av telefonnumret som detektivbyrån använder; 744-5888 som också kan slås som PSI-LUVU på en vanlig amerikansk telefon. TV-serien sändes av SVT i början av 1990-talet.

## Handling
Seriens huvudpersoner är Joey Paciorek, en polis vid New York City Police Department och Wanda Talbert som är en bedragerska som samarbetar med polisen för att slippa fängelsestraff. Båda två deltar i en bevisprovokation som går fel och för att klara sig undan repressalier så blir båda två del av ett vittnesskyddsprogram och de uppträder som ett gift par, Cody och Dani Powell.
De placeras i Palm Springs i Kalifornien som privatdetektiver i en byrå som ägs av Matthew Durning. Han är också den enda personen utanför staten som vet vilka de egentligen är.

## Rollista i urval
- Wanda Talbert/Dani Powell - Connie Sellecca
- Joey Paciorek/Cody Powell - Greg Evigan
- Matthew Durning - Earl Holliman
- Borgmästaren - Sonny Bono
- Farbror Ray - Patrick Macnee